# Sulpícia (segle I aC)
|  | Aquest article tracta sobre la poeta del segle I aC. Vegeu-ne altres significats a «Sulpícia». |

Sulpícia, en llatí Sulpicia, va ser una poeta que va viure durant el regnat d'August. Va ser la filla de Servi Sulpici Rufus; el seu oncle i guardià va ser Messal·la Corví, un important mecenes de la literatura.
Els seus versos es van conservar amb els de Tibul en el tercer llibre d'elegies, l'apèndix tibul·lià, que se li va atribuir durant molt de temps. Consisteixen en sis poemes elegíacs (3.13-18) dirigits a un amant anomenat Cerint (Cerinthus). Cerint va ser probablement un pseudònim. Cerint, de vegades s'ha pensat que es refereix a Cornutus, dirigit per Tibul en dues de les seves elegies, probablement l'aristòcrata Caecilius Cornutus. Unes investigacions recents s'han allunyat d'intentar identificar Cerint amb una figura històrica i intenten buscar les implicacions literàries del pseudònim.
Durant molt de temps molts acadèmics van considerar Sulpícia una autora aficionada, només destacada pel seu gènere. Aquesta visió va ser desafiada per Santirocco en un article publicat el 1979, i posteriorment s'ha investigat més a fons el mèrit literari d'aquesta col·lecció de poemes.
Alguns crítics han intentat canviar l'opinió que els poemes atribuïts a Sulpícia eren escrits per una dona; Hubbard suggereix que el contingut dels poemes és massa arriscat per haver estat pensat per una aristòcrata de l'antiga Roma, mentre que Habinek i Holzberg suggereixen que els poemes són massa sofisticats per haver estat escrits per una dona. En una visió general de la crítica de Sulpícia, Alison Keith va descriure la lògica de l'article de Hubbard com "tortuosa" i també posa en relleu els problemes en els intents de Holzberg i Habinek d'esborrar l'autoria femenina. En canvi, Hallett argumenta per augmentar el nombre de poemes atribuïts a Sulpícia, i incloure els poemes 8-12 del Corpus Tibullianum, que anteriorment s'havia atribuït a l'amic de Sulpícia ("amicus Sulpiciae").